# Luverne, Alabama
Luverne là một thành phố thuộc quận Crenshaw, tiểu bang Alabama, Hoa Kỳ. Dân số năm 2009 là 2747 người, mật độ đạt 68 người/km².